# NGC 5508
NGC 5508 (другие обозначения — UGC 9094, MCG 4-34-2, ZWG 133.9, PGC 50741) — линзообразная галактика (S0) в созвездии Волопас.
Этот объект входит в число перечисленных в оригинальной редакции «Нового общего каталога».